# Succentor
Succentor is een Latijnse muziekterm met als betekenis "degene die als tweede zingt".
In de liturgie is de succentor degene die psalmen en responsoria zingt na de precentor.
De succentor kan allerlei andere taken worden toevertrouwd, zoals de verantwoordelijkheid over de muzikale opleiding van de koorknapen (koralen); hij is dan een zangmeester. 
In Engeland kan de succentor in een kathedraal de plaatsvervanger van de precentor zijn. Als een kathedraal een succentor heeft, dan is die niet zelden in plaats van de precentor verantwoordelijk voor de muziek. Een succentor komt meestal voor in kathedralen waar de precentor lid is van de Dean and Chapter. In andere kathedralen is de precentor een Minor Canon en geen onderdeel van de Chapter.